# Parafia Najświętszej Maryi Panny Różańcowej w Kościelcu
Parafia Najświętszej Maryi Panny Różańcowej w Kościelcu – parafia rzymskokatolicka, znajdująca się w archidiecezji częstochowskiej, w dekanacie Mykanów, erygowana w 1985 roku.